# Aingeru Olabarrieta
Aingeru Olabarrieta Capelo (Luiaondo, Álava, 14 de noviembre de 2005) es un futbolista español que juega como extremo en el FC Andorra de la Segunda División de España.

## Trayectoria
Se formó en las categorías inferiores del Athletic Club desde el año 2015. En verano de 2023 promocionó directamente al Bilbao Athletic desde el Juvenil División de Honor. En su primera campaña en el filial rojiblanco, logró el ascenso a Primera Federación en el que contribuyó con siete goles.El 19 de mayo de 2024 debutó en Primera División, en San Mamés, en un triunfo frente al Sevilla FC (2-0).

## Clubes
| Club            | Div           | Temporada     | Liga     | Liga  | Copas nacionales | Copas nacionales | Copas internacionales | Copas internacionales | Total    | Total |
| Club            | Div           | Temporada     | Partidos | Goles | Partidos         | Goles            | Partidos              | Goles                 | Partidos | Goles |
| --------------- | ------------- | ------------- | -------- | ----- | ---------------- | ---------------- | --------------------- | --------------------- | -------- | ----- |
| Bilbao Athletic | 2.ª RFEF      | 2023-24       | 29       | 7     | —                | —                | 1                     | 0                     | 30       | 7     |
| Bilbao Athletic | 1.ª RFEF      | 2024-25       | 28       | 5     | —                | —                | 2                     | 0                     | 30       | 5     |
| Bilbao Athletic | Total club    | Total club    | 57       | 12    | 0                | 0                | 3                     | 0                     | 60       | 12    |
| Athletic Club   | 1.ª           | 2023-24       | 1        | 0     | 0                | 0                | —                     | —                     | 1        | 0     |
| Athletic Club   | 1.ª           | 2024-25       | 1        | 0     | 0                | 0                | 1                     | 0                     | 2        | 0     |
| Athletic Club   | Total club    | Total club    | 2        | 0     | 0                | 0                | 1                     | 0                     | 3        | 0     |
| FC Andorra      | 2.ª           | 2025-26       | 1        | 0     | 0                | 0                | —                     | —                     | 1        | 0     |
| FC Andorra      | Total club    | Total club    | 1        | 0     | 0                | 0                | 0                     | 0                     | 1        | 0     |
| Total carrera   | Total carrera | Total carrera | 60       | 12    | 0                | 0                | 4                     | 0                     | 64       | 12    |

## Selección nacional
Fue internacional sub-18 y sub-19 con la selección española.